# Multiplex (immeuble)
Pour les articles homonymes, voir Multiplex.

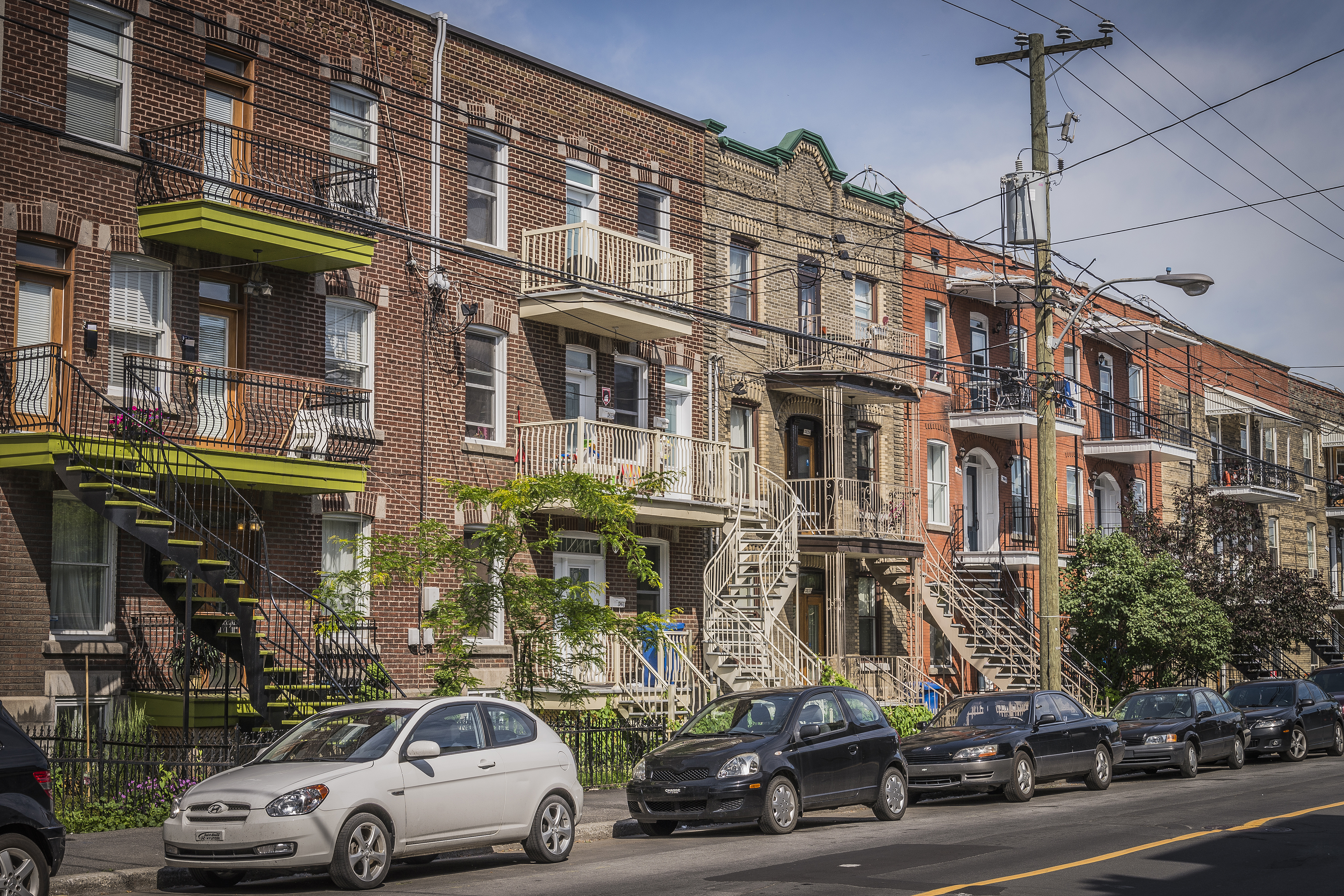
Rangée de multiplex dans l'arrondissement Verdun à Montréal, Canada

Le multiplex (en anglais : plex ) est un type de bâtiment résidentiel issue de la densification du triplex et comportant un escalier extérieur pour accéder aux logement à l'étage. Souvent bâti sans marge de recul latéral ou sur un mur mitoyen, les multiplex sont caractérisés par la présence de deux logements par étage et un accès commun pour les deux logements supérieurs.
Le multiplex est un type de logement le plus courant à Montréal au Canada. On retrouve aussi des multiplex à Chicago et à Boston aux États-Unis.